# 17.ª etapa do Giro d'Italia de 2022
A 17.ª etapa do Giro d'Italia de 2022 teve lugar a 25 de maio de 2022 entre Ponte di Legno e Lavarone sobre um percurso de 168 km. O vencedor foi o colombiano Santiago Buitrago da equipa Bahrain Victorious e o equatoriano Richard Carapaz conseguiu manter a liderança.

## Classificação da etapa
| Ponte di Legno - Lavarone | alta montanha | (168 km) |

| \| Classificação por etapas \| Classificação por etapas \| Classificação por etapas \| Classificação por etapas \| Classificação por etapas \| \| Ciclista \| Ciclista \| Equipe \| Tempo \| \| \| ------------------------ \| ------------------------ \| ---------------------------------- \| ------------------------ \| ------------------------ \| \| 1. \| Santiago Buitrago \| Bahrain Victorious \| 4h27m41s \| \| \| 2. \| Gijs Leemreize \| Jumbo-Visma \| + 35s \| \| \| 3. \| Jan Hirt \| Intermarché-Wanty-Gobert Matériaux \| + 2m28s \| \| \| 4. \| Hugh Carthy \| EF Education-EasyPost \| + 2m28s \| \| \| 5. \| Richard Carapaz \| Ineos Grenadiers \| + 2m53s \| \| \| 6. \| Jai Hindley \| Bora-Hansgrohe \| + 2m53s \| \| \| 7. \| Mauri Vansevenant \| Quick-Step Alpha Vinyl \| + 2m57s \| \| \| 8. \| Koen Bouwman \| Jumbo-Visma \| + 2m59s \| \| \| 9. \| Guillaume Martin \| Cofidis \| + 2m59s \| \| \| 10. \| Mikel Landa \| Bahrain Victorious \| + 2m59s \| \| |                   |                                    |          |
| |                   |                                    |          |
| Fonte: ProCyclingStats |                   |                                    |          |
| Classificação por etapas |                   |                                    |          |
| Ciclista | Ciclista          | Equipe                             | Tempo    |
| 1. | Santiago Buitrago | Bahrain Victorious                 | 4h27m41s |
| 2. | Gijs Leemreize    | Jumbo-Visma                        | + 35s    |
| 3. | Jan Hirt          | Intermarché-Wanty-Gobert Matériaux | + 2m28s  |
| 4. | Hugh Carthy       | EF Education-EasyPost              | + 2m28s  |
| 5. | Richard Carapaz   | Ineos Grenadiers                   | + 2m53s  |
| 6. | Jai Hindley       | Bora-Hansgrohe                     | + 2m53s  |
| 7. | Mauri Vansevenant | Quick-Step Alpha Vinyl             | + 2m57s  |
| 8. | Koen Bouwman      | Jumbo-Visma                        | + 2m59s  |
| 9. | Guillaume Martin  | Cofidis                            | + 2m59s  |
| 10. | Mikel Landa       | Bahrain Victorious                 | + 2m59s  |

## Classificações ao final da etapa

### Classificação geral(Maglia Rosa)
| \| Classificação geral \| Classificação geral \| Classificação geral \| Classificação geral \| Classificação geral \| \| Ciclista \| Ciclista \| Equipe \| Tempo \| \| \| ------------------- \| ------------------- \| ---------------------------------- \| ------------------- \| ------------------- \| \| 1. \| Richard Carapaz \| Ineos Grenadiers \| 73h19m40s \| \| \| 2. \| Jai Hindley \| Bora-Hansgrohe \| + 3s \| \| \| 3. \| Mikel Landa \| Bahrain Victorious \| + 1m05s \| \| \| 4. \| João Almeida \| UAE Team Emirates \| + 1m54s \| \| \| 5. \| Vincenzo Nibali \| Astana Qazaqstan Team \| + 5m48s \| \| \| 6. \| Pello Bilbao \| Bahrain Victorious \| + 6m19s \| \| \| 7. \| Jan Hirt \| Intermarché-Wanty-Gobert Matériaux \| + 7m12s \| \| \| 8. \| Emanuel Buchmann \| Bora-Hansgrohe \| + 7m13s \| \| \| 9. \| Juan Pedro López \| Trek-Segafredo \| + 12m27s \| \| \| 10. \| Domenico Pozzovivo \| Intermarché-Wanty-Gobert Matériaux \| + 12m30s \| \| |                    |                                    |           |
| |                    |                                    |           |
| Fonte: ProCyclingStats |                    |                                    |           |
| Classificação geral |                    |                                    |           |
| Ciclista | Ciclista           | Equipe                             | Tempo     |
| 1. | Richard Carapaz    | Ineos Grenadiers                   | 73h19m40s |
| 2. | Jai Hindley        | Bora-Hansgrohe                     | + 3s      |
| 3. | Mikel Landa        | Bahrain Victorious                 | + 1m05s   |
| 4. | João Almeida       | UAE Team Emirates                  | + 1m54s   |
| 5. | Vincenzo Nibali    | Astana Qazaqstan Team              | + 5m48s   |
| 6. | Pello Bilbao       | Bahrain Victorious                 | + 6m19s   |
| 7. | Jan Hirt           | Intermarché-Wanty-Gobert Matériaux | + 7m12s   |
| 8. | Emanuel Buchmann   | Bora-Hansgrohe                     | + 7m13s   |
| 9. | Juan Pedro López   | Trek-Segafredo                     | + 12m27s  |
| 10. | Domenico Pozzovivo | Intermarché-Wanty-Gobert Matériaux | + 12m30s  |

### Classificação por pontos(Maglia Ciclamino)
| Classificação por pontos | Classificação por pontos | Classificação por pontos        | Classificação por pontos | Classificação por pontos |
| Ciclista                 | Ciclista                 | Equipe                          | Pontos                   |                          |
| ------------------------ | ------------------------ | ------------------------------- | ------------------------ | ------------------------ |
| 1.                       | Arnaud Démare            | Groupama-FDJ                    | 238 pts                  |                          |
| 2.                       | Mark Cavendish           | Quick-Step Alpha Vinyl          | 121 pts                  |                          |
| 3.                       | Fernando Gaviria         | UAE Team Emirates               | 117 pts                  |                          |
| 4.                       | Mathieu van der Poel     | Alpecin-Fenix                   | 96 pts                   |                          |
| 5.                       | Alberto Dainese          | Team DSM                        | 81 pts                   |                          |
| 6.                       | Phil Bauhaus             | Bahrain Victorious              | 72 pts                   |                          |
| 7.                       | Filippo Tagliani         | Drone Hopper-Androni Giocattoli | 70 pts                   |                          |
| 8.                       | Simone Consonni          | Cofidis                         | 67 pts                   |                          |
| 9.                       | Richard Carapaz          | Ineos Grenadiers                | 55 pts                   |                          |
| 10.                      | Thomas De Gendt          | Lotto-Soudal                    | 53 pts                   |                          |

### Classificação da montanha(Maglia Azzurra)
| Classificação da montanha | Classificação da montanha | Classificação da montanha          | Classificação da montanha | Classificação da montanha |
| Ciclista                  | Ciclista                  | Equipe                             | Pontos                    |                           |
| ------------------------- | ------------------------- | ---------------------------------- | ------------------------- | ------------------------- |
| 1.                        | Koen Bouwman              | Jumbo-Visma                        | 218 pts                   |                           |
| 2.                        | Giulio Ciccone            | Trek-Segafredo                     | 103 pts                   |                           |
| 3.                        | Diego Rosa                | Eolo-Kometa                        | 94 pts                    |                           |
| 4.                        | Jai Hindley               | Bora-Hansgrohe                     | 74 pts                    |                           |
| 5.                        | Lennard Kämna             | Bora-Hansgrohe                     | 74 pts                    |                           |
| 6.                        | Santiago Buitrago         | Bahrain Victorious                 | 71 pts                    |                           |
| 7.                        | Richard Carapaz           | Ineos Grenadiers                   | 65 pts                    |                           |
| 8.                        | Jan Hirt                  | Intermarché-Wanty-Gobert Matériaux | 57 pts                    |                           |
| 9.                        | Gijs Leemreize            | Jumbo-Visma                        | 47 pts                    |                           |
| 10.                       | Wilco Kelderman           | Bora-Hansgrohe                     | 42 pts                    |                           |

### Classificação dos jovens(Maglia Bianca)
| Classificação dos jovens | Classificação dos jovens | Classificação dos jovens | Classificação dos jovens | Classificação dos jovens |
| Ciclista                 | Ciclista                 | Equipe                   | Tempo                    |                          |
| ------------------------ | ------------------------ | ------------------------ | ------------------------ | ------------------------ |
| 1.                       | João Almeida             | UAE Team Emirates        | 68h21m34s                |                          |
| 2.                       | Juan Pedro López         | Trek-Segafredo           | + 10m33s                 |                          |
| 3.                       | Thymen Arensman          | Team DSM                 | + 17m19s                 |                          |
| 4.                       | Santiago Buitrago        | Bahrain Victorious       | + 18m21s                 |                          |
| 5.                       | Pavel Sivakov            | Ineos Grenadiers         | + 28m58s                 |                          |
| 6.                       | Luca Covili              | Bardiani CSF Faizanè     | + 1h07m40s               |                          |
| 7.                       | Mauri Vansevenant        | Quick-Step Alpha Vinyl   | + 1h20m40s               |                          |
| 8.                       | Vadim Pronskiy           | Astana Qazaqstan Team    | + 1h45m06s               |                          |
| 9.                       | Gijs Leemreize           | Jumbo-Visma              | + 1h45m12s               |                          |
| 10.                      | Iván Ramiro Sosa         | Movistar Team            | + 1h47m28s               |                          |

### Classificação por equipas"Super team"
| Classificação por equipes | Classificação por equipes          | Classificação por equipes | Classificação por equipes |
| Equipe                    | Equipe                             | Tempo                     |                           |
| ------------------------- | ---------------------------------- | ------------------------- | ------------------------- |
| 1.                        | Bahrain Victorious                 | 20h10m02s                 |                           |
| 2.                        | Bora-Hansgrohe                     | + 14s                     |                           |
| 3.                        | Intermarché-Wanty-Gobert Matériaux | + 52m38s                  |                           |
| 4.                        | Ineos Grenadiers                   | + 1h02m03s                |                           |
| 5.                        | Astana Qazaqstan Team              | + 1h43m14s                |                           |
| 6.                        | Trek-Segafredo                     | + 1h45m27s                |                           |
| 7.                        | UAE Team Emirates                  | + 2h13m27s                |                           |
| 8.                        | Jumbo-Visma                        | + 2h27m17s                |                           |
| 9.                        | BikeExchange-Jayco                 | + 2h37m43s                |                           |
| 10.                       | Movistar Team                      | + 2h48m13s                |                           |

## Abandonos
- Harm Vanhoucke (Lotto Soudal), após vários dias com problemas nas costas, não completou a etapa.[2]
- Simon Yates (BikeExchange-Jayco) não completou a etapa.[2]